# Conrad Bohn
Johann Conrad Bohn (* 23. Dezember 1831 in Bornheim; † 14. September 1897 in Aschaffenburg) war ein deutscher Physiker. 
Seine Eltern waren der Weinhändler Christian Bohn und Elisabeth, geb. Mattern. Er wurde von Privatlehrern ausgebildet und war Hospitant an der Universität und Technischen Universität München. 1850 begann er an der Universität Marburg sein Studium der Mathematik, Naturwissenschaften und klassischen Philologie. 1851 setzte er es an der Universität Breslau und schließlich an der Universität Heidelberg fort. Im Herbst 1854 folgte er Philipp von Jolly als Assistent ans Physikalische Institut der Universität München. Im Frühjahr 1855 wurde er wissenschaftlicher Assistent von Victor Regnault in Paris. Im Herbst 1856 kehrte er zurück ans Physikalische Institut der Universität München und wurde 1857 zum Dr. phil. mit der Arbeit Die Lehre von der Erhaltung der Kraft – eine literarhistorische Abhandlung promoviert. 1858 wurde er dort zum Privatdozent ernannt. Im Sommer 1860 folgte er einem Ruf der Universität Gießen als außerordentlicher Professor für Mathematik und Physik. 1866 wurde er in Aschaffenburg Professor an der Centralforstlehranstalt für das Königreich Bayern, wo er bis zu seinem Lebensende Mathematik und Physik und später auch Geodäsie lehrte.

## Schriften
- Bemerkungen zu Bunsen´s Photometer. Leipzig 1859.
- Über die optischen Eigenschaften der künstlich dargestellten Weinsäure. In: Liebig's Annalen. 113, 1860, S. 19–20.
- Zur Polarisation des Lichtes durch einfache Brechung. Gießen 1862.
- Über das Farbensehen und die Theorie der Mischfarben. Gießen 1865.
- Über ein Instrument zum Messen der horizontalen Entfernung und des Höhenunterschieds. Gießen 1866.
- Studie über die Absorption der Wärme- und Licht-Strahlen. Gießen 1866.
- Über negative Fluoreszenz und Phosphorescenz. In: Poggendorffs Annalen. 133, 1868,  S. 165–174.
- Ein Apparat zur bequemen Herstellung verschiedener Combinationen galvanischer Elemente. Aschaffenburg 1869.
- Über das Gesichtsfeld des Galilei´schen Fernrohrs. Aschaffenburg 1873.
- Photometrische Untersuchungen. In: Poggendorffs Annalen. Ergänzungsband 6. 1874,  S. 386–416.
- Ergebnisse physikalischer Forschungen. Leipzig 1877.
- Die Landmessung, ein Lehr- und Handbuch. Berlin 1886.
- Über Flammen und leuchtende Gase. Aschaffenburg 1895.